# Jane Morris

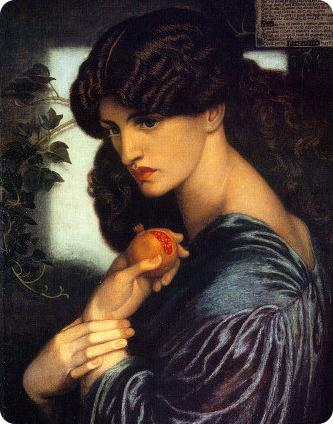
Jane Morris (Dante Gabriel Rossetti jako Proserpine, 1874)

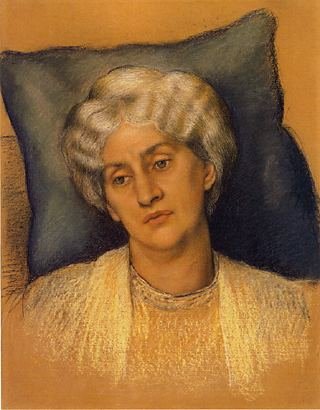
Jane Morris (Evelyn De Morgan, 1904)

Jane Morris (ur. 19 października 1839 w Oksfordzie, zm. 26 stycznia 1914) – brytyjska modelka do kilku obrazów Williama Morrisa i Dante Gabriela Rossettiego.

## Życiorys
Urodziła się w Oksfordzie. W październiku 1857 roku wraz z siostrą Elizabeth, uczęszczała na występy do miejscowego Drury Lane Theatre Company, gdzie została zauważona przez Dante Gabriela Rossettiego i Edwarda Burne-Jonesa. Należeli oni do grupy artystów tworzących wówczas mural pt. Oxford Union oparty na opowieściach arturiańskich. Morris początkowo pozowała Rossettiemu do portretu królowej Ginewery, a następnie do obrazu Williama Morrisa La Belle Iseult (Piękna Izolda). Podczas wspólnej pracy Jane i William zakochali się w sobie, zaręczyli się, a 26 kwietnia 1859 pobrali. Jane po zaręczynach, zaczęła pobierać prywatne lekcje. Biegle opanowała język francuski i włoski, nauczyła się bardzo dobrze grać na pianinie. Jej maniery i sposób wysławiania się stały się wzorem do naśladowania dla innych kobiet; stała się pierwowzorem dla postaci pani Higgins w dramacie Bernarda Shaw pt. Pigmalion. Romans w pięciu aktach z 1913 roku.
W 1865 roku wdała się w romans z Rossettim, który trwał do jego śmierci, czyli do 1882 roku. W 1884 roku poznała poetę i działacza politycznego Wilfida Blunta. W 1887 roku zostali kochankami, a ich związek trwał do 1894 roku. Jane Morris zmarła 26 stycznia 1914 roku w wieku 74 lat.
W Londynie działa fundacja Williama i Jane Morris zajmująca się ochroną zabytków i założona w 1939 roku po śmierci młodszej córki Mai Morris

## Obrazy w których pozowała jako modelka
Dante Gabriel Rossetti:
- The Blue Silk Dress, 1868.
- Persephone lub Proserpine, 1874
- Astarte Syriaca, 1875–79. City Art Gallery, Manchester.
- 'Beatrice, a Portrait of Jane Morris, 1879
- The Day Dream, 1880. Victoria and Albert Museum, Londyn.
- La Donna della Fiamma, 1877. Coloured chalks. Manchester Art Gallery.
- La Donna della Finestra, 1879. Fogg Museum, Harvard University, Cambridge, USA.
- La Donna Della Finestra, 1881
- Jane Morris, ok. 1860. Pencil.
- Jane Morris, 1865.
- Mariana, 1870. Aberdeen Art Gallery.
- Pandora, 1869.
- Pandora, 1871.
- La Pia de' Tolomei, 1866–1870. Spencer Museum of Art,
- Portrait of Mrs William Morris.
- Portrait of Jane Morris, 1858. Pen
- Proserpine, 1873–1877 Tate Gallery, Londyn.
- Reverie, 1868. Chalk on paper. Ashmolean Museum, Oxford, UK.
- The Roseleaf, 1865. Pencil.
- Water Willow, 1871. Delaware Art Museum

William Morris:
- Queen Guinevere, 1858

Edward Burne-Jones:
- wiele witraży, m.in. znajdujące się w Christ Church w Oksfordzie

Evelyn De Morgan:
- Portrait of Jane Morris, 1904.